# Джуок
Джуок (Джок, Джуок-Атанг, Чуокатанг) — в мифологии шиллук верховное божество, демиург.

## Сотворение мира
Согласно легендам, Джуок сначала создал небо и землю, а затем из глины — людей (из чёрной и белой).
В некоторых мифах говорится о том, что Джуок делал всех людей белыми, но после долгой работы его руки и глина, из которой он лепил людей, стали черными, и поэтому появились чернокожие люди.
Также существуют сведения о том, что Джуок делал в «белой стране» — белых людей, в Египте — красных и коричневых, а в стране шиллук глины не оказалось, и он был вынужден сделать черных людей из чёрной земли.
Кроме того, согласно легендам, перед сотворением людей, Джуок создал слона, быка, льва, крокодила и собаку.

## Другие деяния
Джуок живёт в небе или стране умерших. Он управляет духами и ведает дождем. Символически Джуока изображали в виде небесного быка, который посылал на землю дождь.
Также, согласно легендам, Джуок после сотворения людей дал им колос, из которого потом произошли все злаки. Огонь же был похищен людьми из страны Джуока при помощи собаки, к хвосту которой была привязана солома. Собака опустила хвост в огонь и принесла огонь людям.

## Культ
Образ Джуока не вполне ясен, встречается довольно много разночтений в мифах, и, по мнению некоторых исследователей, с Джуоком не было связано культа, отдельного от культа другого божества — Ньяканга.
С распространением у шиллук культа Ньяканга представления о Джуоке отошли на второй план.